# Nota Emilianense
La Nota Emilienense es una glosa o anotación al margen que se encuentra el Códice emilianense 39 de la Real Academia de la Historia. Ver Glosas Emilianenses
En el folio 245 v. de ese manuscrito comienza el llamado Cronicón albeldense, en uno de cuyos márgenes figura la nota.

## Su relación con laépica medieval
En 1950, el poeta y filólogo español Dámaso Alonso la encontró y publicó junto con su estudio llamado La primitiva épica francesa a la luz de una nota emilianense (1954).
Fechada entre 1065 y 1075 (siglo XI) es la referencia más antigua conservada del nombre Roncesvalles. Una parte de la nota dice:

At ubi exercitus portum de Sicera transiret,
in Rozaballes a gentibus Sarrazenorum fut Rodlane occiso

(Mientras el ejército atravesaba el puerto de Sicera,
en Rozaballes los sarracenos acababan con Roldán)

Esto significa que la materia épica francesa ya tenía un notable
desarrollo mucho antes que cualquier chanson de geste que se haya conservado, como el Cantar de Roldán.
Además, la Nota Emilianense confirma la independencia del Cantar de Roncesvalles respecto de la épica francesa. Este cantar tomó como punto de partida, la historia de Roldán, pero luego adquirió una personalidad propia.
La publicación del artículo de Alonso supuso un varapalo para la teoría individualista de la formación de los cantares, defendida por Joseph Bédier, que sostenía que la épica era obra de poetas individuales, los juglares eran los portavoces de los clérigos, con lo que Bédier hacía hincapié en el interés propagandístico de los cantares (el hecho de citar un monasterio o una linde podía atraer peregrinaciones o fijar  fronteras físicas).